# Wilko Johnson

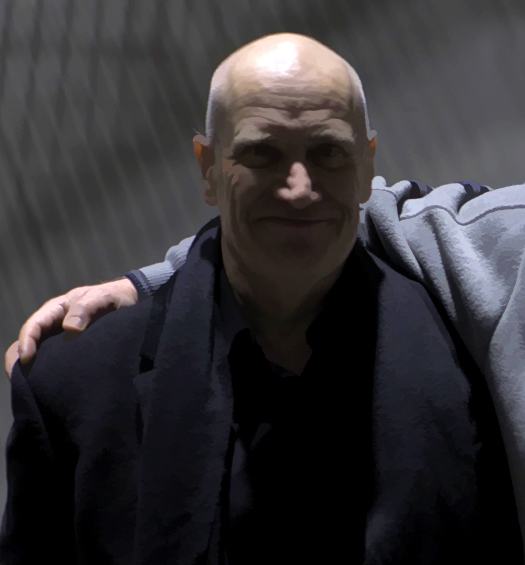
Wilko Johnson (2014)

Wilko Johnson (* 12. Juli 1947 als John Peter Wilkinson in Canvey Island; † 21. November 2022 in Southend-on-Sea) war ein britischer Gitarrist und Schauspieler. In den 1970er Jahren war er Mitglied der Band Dr. Feelgood. 

## Leben
Johnson wurde 1947 in Essex geboren. Er besuchte die Westcliff High School für Jungen und anschließend die Newcastle University. Dort machte er seinen Bachelor of Arts in den Fächern Englisch und Literatur. An beiden Schulen schloss er sich Musikgruppen an und spielte in seiner Freizeit Gitarre.
Nach seinem Abschluss reiste er nach Indien, bevor er nach England zurückkehrte, um mit der Pigboy Charlie Band zu spielen. Die Band entwickelte sich zu Dr. Feelgood, einem der Vorreiter der Pub-Rock-Bewegung der 1970er Jahre. Nach seiner Rückkehr 1972 aus Goa arbeitete Johnson ein knappes Jahr als Englischlehrer.
2005 starb Johnsons Frau an Krebs. Von 2011 bis 2012 war er in vier Episoden der Fantasy-Fernsehserie Game of Thrones als königlicher Henker Ser Ilyn Payn zu sehen. Johnson veröffentlichte Ende Mai 2012 seine Autobiografie mit dem Titel Looking Back at Me, die gemeinsam mit Zoe Howe verfasst wurde. 
2013 wurde bekannt, dass Johnson an Bauchspeicheldrüsenkrebs erkrankt ist. Nach einer erfolgreichen Operation wurde er als krebsfrei diagnostiziert. Er starb im November 2022 im Alter von 75 Jahren.

### Musikkarriere
Johnson entwickelte sein eigenes Image, indem er ruckartige Bewegungen auf der Bühne (seinen sogenannten Duckwalk) mit einem abgehackten Gitarrenstil verband und gelegentlich seine Gitarre wie ein Gewehr an die Schulter hob.
Außerdem hob er sich durch einen neuartigen Kleidungsstil hervor. Er bevorzugte einen schwarzen Anzug und einen Pottschnitt. Er erreichte seinen Spielstil, indem er kein Plektrum benutzte, sondern sich auf den Fingerstyle stützte. Dies ermöglichte es ihm, Rhythmusgitarre und Riffs oder Soli gleichzeitig zu spielen und einen sehr perkussiven Gitarrensound zu erzeugen. Es entstand aus einem gescheiterten Versuch, Mick Green von Johnny Kidd & the Pirates zu kopieren, einen Gitarristen, den Johnson sehr bewunderte. Sein von Bo Diddley beeinflusster Stil bildete die wesentliche treibende Kraft hinter Dr. Feelgood in den ersten Jahren, einschließlich der ersten vier Alben der Band, Down by the Jetty, Malpractice, Stupidity und Sneakin 'Suspicion, die alle zwischen 1975 und 1977 veröffentlicht wurden.
1977 war Johnson Gründungsmitglied von Solid Senders mit dem Keyboarder John Potter, dem Bassisten Steve Lewins und dem Schlagzeuger Alan Platt. Sie unterschrieben 1978 beim Label Virgin Records und veröffentlichten im selben Jahr das Album Solid Senders. Die Wilko Johnson Band spielte Ende November und Anfang Dezember 1977 beim Front Row Festival.
1980 trat Johnson Ian Durys Band The Blockheads bei. 1984 kam es zur Neugründung der Wilko Johnson Band, mit Norman Watt-Roy und dem in Italien geborenen Schlagzeuger Salvatore „Sav“ Ramundo. Ramundo verließ die Band im Juni 1999 und wurde durch Steve Monti ersetzt. Johnsons zweites Album Ice on the Motorway wurde 1981 veröffentlicht und seine EP Bottle Up and Go! 1983. Im Laufe des nächsten Jahrzehnts wurden mehrere Alben auf europäischen Labels veröffentlicht. 1992 trat Johnson beim Eurockéennes-Musikfestival und im folgenden Jahr beim GuilFest auf. Das Album Going Back Home erschien 1998 auf dem Label Mystic. 1999 begann er, seine Konzertauftritte einzuschränken, und veröffentlichte im folgenden Jahr das Album Don’t Let Your Daddy Know.
Im Oktober 2010 wurde bekanntgegeben, dass Johnson ab März 2011 The Stranglers auf ihrer Black-&-Blue-UK-Tour unterstützen soll. Im April 2011 spielte er im Rahmen des Kilkenny Rhythm & Roots Festivals in Irland mehrere ausverkaufte Shows. Im Juli 2013 spielte er mit Norman Watt-Roy und Dylan Howe beim Village Green Festival in seiner Heimatstadt Westcliff-on-Sea ein unangekündigtes einstündiges Live-Konzert. Im Juni 2018 wurde das Album Blow Your Mind veröffentlicht.
Er spielte eine 1962er Fender Telecaster.

## Filmografie
- 2011–2012: Game of Thrones (Fernsehserie, 4 Episoden)